# Alberto Sotio

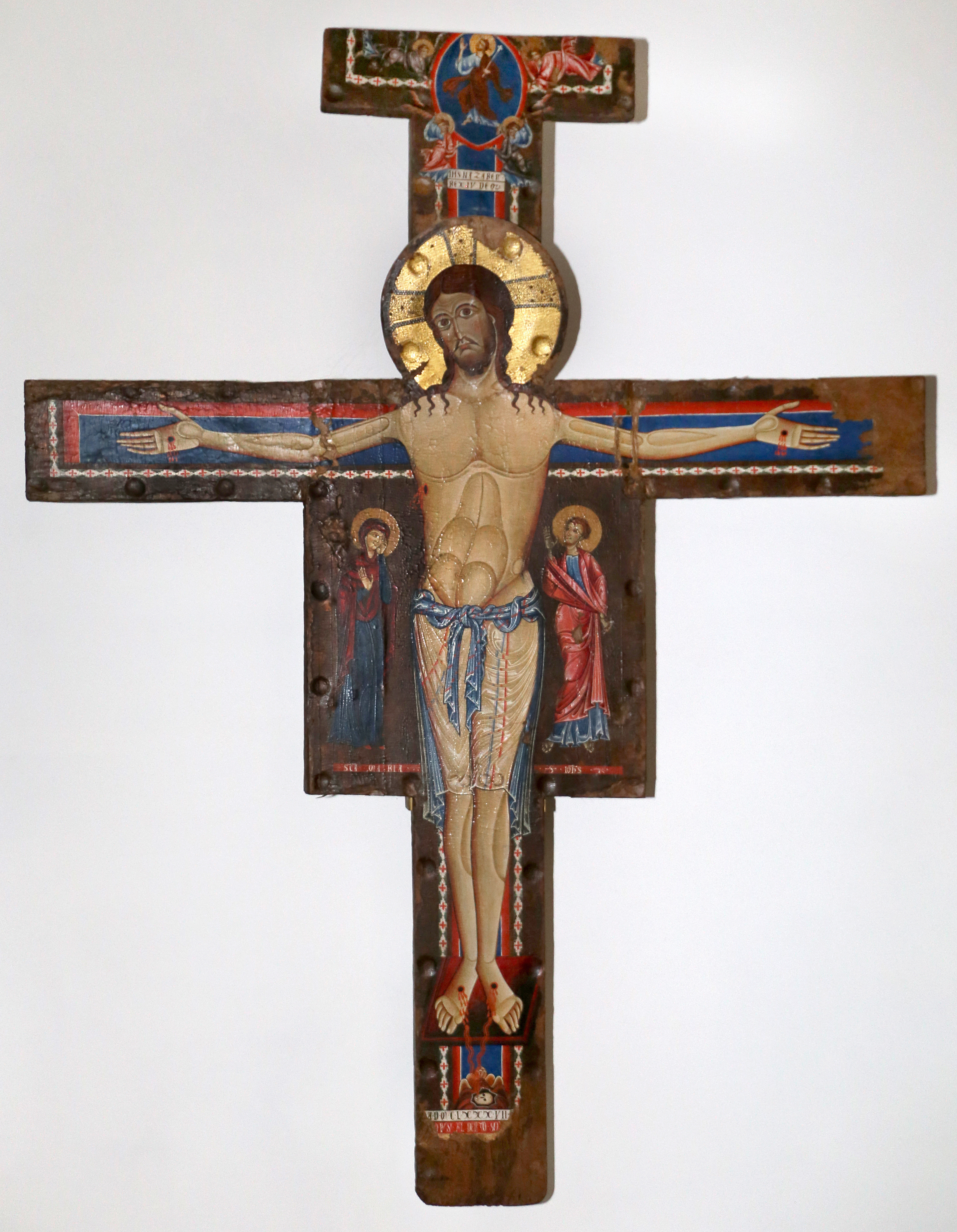
Het kruisbeeld van Spoleto.

Alberto Sotio of Alberto Sozio is een Italiaans kunstschilder en miniaturist die in de 12e eeuw actief was in Spoleto. Over de correcte naam van de kunstenaar heeft men nog steeds geen zekerheid.

## Biografie
We kennen deze schilder enkel via de signatuur die hij achterliet op het kruisbeeld met een Christus triumphans, dat hij schilderde voor de kleine romaanse kerk van de HH. Johannes en Paulus in Spoleto, maar dat in 1877 werd overgebracht naar de dom van Spoleto. Onder de schedel van Adam, die onder de voeten van de gekruisigde ligt, kan men lezen: A.D.M.C.L. XXXVII.../...OPVS. ALBERTO SOT..., of Anno Domini 1187 / werk van Alberto Sot... Hiermee is dit kuisbeeld het oudste gesigneerde en gedateerde kunstwerk van Umbrië.
Over de afkomst en opleiding van de kunstenaar is niets met zekerheid geweten, maar op basis van de stijl van zijn werk en gelijkenissen van elementen uit de mozaïekcyclus in de dom van Monreale op Sicilië met het kruisbeeld van Spoleto, zijn sommigen van oordeel dat Alberto afkomstig moet zijn van het zuiden van Italië. De Byzantijnse elementen in het werk van Alberto stoelen misschien op het Pinkstermozaïek in de Maria-kerk van Grottaferrata in Lazio, dat qua beeldtaal zeer dicht bij de mozaïeken in Monreale staat. Dit zou dan wijzen op een afkomst uit Lazio en mogelijk contacten met de kunst in Rome.

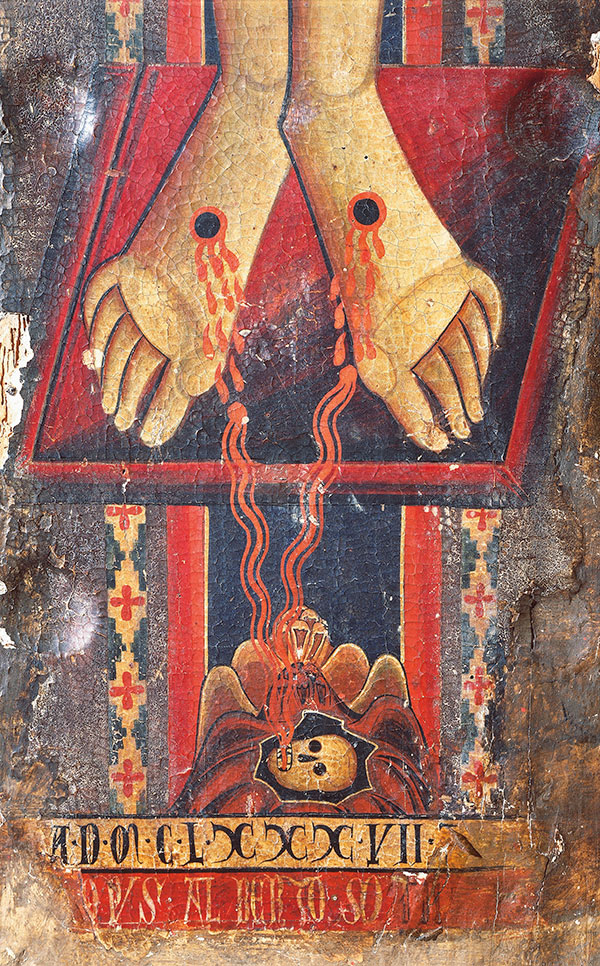
Het kruisbeeld van Spoleto, detail met signatuur.

## Toeschrijvingen
De aan hem toegeschreven werken zijn naast het hoger genoemde kruisbeeld, twee fresco's in de kerk van de HH. Johannes en Paulus in Spoleto, namelijk een met de marteldood van de titulaire heiligen van de kerk en een tweede met de marteldood van Thomas Becket. Zijn stijl is gebaseerd op de Romeinse school met Byzantijnse invloeden. Alberto Sotio wordt wel beschouwd als een van de belangrijkste figuren van de schilderschool van Spoleto van de 12e en de 13e eeuw. Zijn kruisbeeld werd in latere werken in Umbrië herhaaldelijk als voorbeeld gebruikt.
De toeschrijvingen van bepaalde schilderijen op houten panelen zoals de Stoclet Madonna en de Madonna di Ambro afkomstig uit de Santa Maria kerk in Grajano, nu in het Museo Nazionale d'Abruzzo, in L'Aquila, lijken zeer onwaarschijnlijk.

## Miniaturist
Het kruisbeeld van Spoleto is geschilderd in tempera op perkament, dat daarna op het houten kruis is bevestigd. Omdat Alberto op perkament werkte gaan de kunsthistorici ervan uit dat hij ook actief was in de boekverluchting, maar men heeft geen enkel werk aan hem kunnen toeschrijven.
- Gemeinsame Normdatei: 130308749
- International Standard Name Identifier: 0000 0000 3954 5957
- Library of Congress Control Number: nb2006011011
- RKD-Nederlands Instituut voor Kunstgeschiedenis: 74004
- Système universitaire de documentation: 109888480
- Union List of Artist Names: 500023730
- Virtual International Authority File: 75838218
- WorldCat: E39PBJyH3dTwxc6VThrrjRDcyd